# Euregionales Zentrum für digitale Bildung
Das Euregionale Zentrum für digitale Bildung der Stadt und StädteRegion Aachen (vormals Medienzentrum des Kreises Aachen und Stadtbildstelle Aachen) unter Beteiligung der Deutschsprachigen Gemeinschaft Belgiens stellt Bildungseinrichtungen im Einzugsgebiet (didaktische) Medienpakete über die Bildungsmediathek NRW zur Verfügung und verleiht pädagogisch begleitete Medientechnik. Darüber hinaus beraten und qualifizieren die Medienexperten Lehr- und Fachkräfte medienpädagogisch und -technisch. Im schulischen Umfeld kooperiert das Euregionale Medienzentrum unter einem Dach mit den Medienberater des Kompetenzteams der Städteregion Aachen in Form einer staatlich-kommunalen Verantwortungsgemeinschaft. Seit dem Jahr 2017 hat das Medienzentrum seinen Sitz im ehemaligen Straßenbahn-Depot in der Talstraße in Aachen. Grundlage für den Betrieb der interkommunalen und grenzüberschreitenden Einrichtung ist eine öffentlich-rechtliche Vereinbarung zwischen den drei oben genannten Vertragspartnern, die am 10. September 1999 in einer erster Fassung mit Genehmigung der Bezirksregierung Köln in Kraft getreten ist und zum 1. Januar 2018 von ebendiesen überarbeitet wurde.

## Geschichte

### Gründung einer Bild- und Filmstelle in Aachen (1924–1934)
Am 1. April 1924 gründete der Stadtschulrat Peter Kremer den „Bildspielbund Deutscher Städte“, Landesverband Aachen, und richtete eine Bild- und Filmstelle in einem Turm des Rathauses der Stadtverwaltung Aachen ein. Zeitgleich eröffnete er im Westpark Aachen ein Schulkino. Für die dortigen Filmvorführungen und für die Schulen in der Region stellte die Bild- und Filmstelle sodann Bildungsmedien und Geräte bereit. Zu den ersten angekauften Lichtbildern und Kulturfilmen gehörten „Der Berg des Schicksals“ von Luis Trenker und der Waldemar-Bonsels-Film „Biene Maja“. Mit der Gründung der Einrichtung begann zudem die Ausstattung der Schulen mit Geräten für die Glasprojektion. Aus dem Lehrmittelfond für die Schüler wurden Lichtbildreihen und Filme sowie Vorführlizenzen gekauft. Bis 1929 entstand so in der Bild- und Filmstelle ein Archiv von etwa 4.500 Lichtbildern und 70.000 Metern Film. Die Lichtbildreihen wurden den Schulen kostenlos für den Unterricht zur Verfügung gestellt, wohingegen die Filme im Westparkkino gegen ein Eintrittsgeld von 0,15 Reichsmark pro Schüler und Schülerinnen gezeigt wurden.

### Die Stadtbildstelle im Nationalsozialismus (1934–1945)
Im Jahr 1934 wurde der NSDAP zugehörige, preußische Kultusminister Bernhard Rust mit der Bildung eines Reichsministeriums für Wissenschaft, Erziehung und Volksbildung beauftragt. Im Zuge dessen erließ er am 26. Juni 1934 einen Beschluss, der die Bildstellen zu amtlichen Dienststellen machte und jeden Stadt- und Landkreis verpflichtete, eine Bildstelle einzurichten und auszubauen. Hauptaufgabe war es, die vom damaligen Ministerium für Erziehung, Volksbildung und Propaganda ausgewählten und als geeignet betrachtete Kultur- und Lehrfilme, den Schüler vorzuführen. Durch den Erlass fand der bis dahin nur halbamtliche „Bildspielbund Deutscher Städte“ volle staatliche Unterstützung. Von da an wurden die Aufgaben der früheren Bild- und Filmstelle unter dem Namen Stadtbildstelle Aachen mit der Kennnummer A40B weiterverfolgt. Mit einer stetigen Finanzierung von 13.000 Reichsmark pro Jahr konnte die Ausleihe der Stadtbildstelle konstant ausgebaut werden. Während des Krieges wurde das Schulkino im Westpark vollständig zerstört. Daraus entstand nach dem Krieg der neue Ansatz, die Schulen selbst mit ausreichend Technik auszustatten und über die Stadtbildstelle mit dem entsprechenden Bild- und Tonmaterial zu versorgen. Parallel dazu wurde ein neues Filmtheater für die Jugend in Aachen geplant.

### Wiederaufbau des Medien- und Gerätebestands (1945–1957)
Im Jahr 1945 befand sich die Stadtbildstelle in der Pontstraße 13 in Aachen. Die Wände und Decken der Bildstelle waren aufgrund eines Wasserschadens schwer beschädigt worden. Insgesamt erlitt die Stadtbildstelle einen Schaden von einer Viertelmillion. Alle Film- und Aufnahmegeräte, Filmkameras und fast alle Stehbildgeräte waren im Krieg abhandengekommen. Zudem beschlagnahmten die Besatzungsmächte 2/3 der noch bestehenden Lichtbilder und 14 Filme für den Geschichtsunterricht in allen vorhandenen Kopien. Zuschussmittel in Höhe von 2000 bis 3000 DM jährlich vom Land zur Behebung von Kriegsschäden, Sondermittel des Grenzlandfonds zur Beschaffung von Lehrmitteln und die Unterstützung der Düsseldorfer Firma Liesegang, mit der die Stadtbildstelle bereits vor dem Ausbruch des Krieges eine enge Zusammenarbeit pflegte, ermöglichten jedoch einen Wiederaufbau. In den Schulen wurde seinerzeit der Einsatz von Film und Bild stark vorangetrieben, weil es an sonstigen Lernmitteln mangelte. Die „Arbeitsordnung für die Stadt- und Kreisbildstellen“ des Kultusministers des Landes Nordrhein-Westfalen vom 26. September 1946 beinhaltete die Pflicht zur Schaffung von Bildstellen und weitete die Aufgabenfelder folgendermaßen aus:
- Pädagogische Aufgaben: Die Stadtbildstelle berät und unterstützt Behörden, schulische und außerschulische Bildungs- und Kultureinrichtungen für alle Altersklassen im Gebrauch von Film und Bild.
- Sammlungsaufgabe: Filme, Bilder und Schallplatten werden gesammelt, verliehen und archiviert.
- Technische Aufgaben: die Film-, Rundfunk- und Bildgeräte werden verwaltet, eingesetzt und bei Bedarf repariert. Das pädagogische Personal wird technisch beraten und im Umgang mit den Geräten ausgebildet.

### Expansion und Kooperation (1957–1983)
Nur zwölf Jahre nach dem Zweiten Weltkrieg, im Jahr 1957, begann der grenzüberschreitende Austausch von Kulturgütern und deutschsprachigem Lehrmaterial mit der Deutschsprachigen Gemeinschaft Belgiens. Die Stadtbildstelle gewann immer mehr an Relevanz. Pro Jahr wurden ca. 20.000 Filme und 4000 Bildreihen in der Einrichtung ausgeliehen. Im Jahr 1960 machte das etwa 100 Ausleihen pro Tag. Mit der zunehmenden Verleihtätigkeit wuchs auch die Bedeutung der Bildstellen als beratende Institution in allen Fragen der Verwendung von optisch-akustischen Bildungsmitteln, insbesondere bei der Zusammenarbeit mit Lehrer, Dozent und Jugenderzieher. Der Ausbau der Verleih- und Beratungstätigkeit machte größere Räumlichkeiten zwingend notwendig. Im Jahr 1962 zog die Bildstelle deswegen in die Bergstraße 14 in Aachen. In den Kellerräumen der Gemeinschaftshauptschule Sandkaulstraße standen der Stadtbildstelle moderne Räumlichkeiten für Ausleihe, Archiv, Werkstatt, Fotostelle mit Labor und Tonstudio zur Verfügung. Die Bildstelle war nun auch an regionalen Filmproduktionen beteiligt.
Im Verwaltungsbericht 1963 der Stadt Aachen wird die Aufgabe der Stadtbildstelle folgendermaßen zusammengefasst: „Die Stadtbildstelle sieht eine wesentliche Aufgabe darin, der Erziehung und Bildung zu dienen. Sie erfüllt ihre Funktion mit Hilfe der neuen von Technik geschaffenen Ausdrucksmittel. Im Film und Lichtbild, im Tonband und in der Schallplatte liegen reiche pädagogische Möglichkeiten. In diesem Sinne entsteht alles, was die Bildstelle mit Blick auf Schüler, Jugendliche und Erwachsene hervorbringt, im Dienste der Menschenbildung.“

### Zunehmende Digitalisierung verändert die Aufgabenbereiche (1983–2000)
Im Jahr 1983 kamen erste PCs in die Berufsschulen im Kreis Aachen, dabei handelte es sich u. a. um den Commodore 64. Die zunehmende Digitalisierung der Schulen stellte gleichzeitig auch die Notwendigkeit von Medienzentren zur Versorgung der Bildungseinrichtungen mit analogen Lernmitteln in Frage. Medien konnten alsbald über das Internet abgerufen werden. Verstärkt rückten damit jene Dienstleistungen in den Fokus, die über die reine Bereitstellung von Medien hinausgingen und zur Qualifizierung der kommunalen Bildungs- und Kulturlandschaft im Umgang mit Medien beitrugen. Im Jahr 1988 wurden die medienpädagogischen Beratungs- und Fortbildungsangebote für den außerschulischen Bereich ausgebaut. Bereits zehn Jahre später beschaffte die Stadtbildstelle erste digitale Medien. Über den Online-Mediendienst EDMOND NRW wurden diese ab dem Jahr 2001 den Schulen digital zur Verfügung gestellt. Eine haptische Ausleihe versorgte weiterhin jene Lehrkräfte, die aufgrund ihrer Ausstattung nicht auf EDMOND NRW zugreifen konnten. Bei der Auswahl der didaktischen Medienpakete für den Verleih wird die Bildstelle seit dem Ende der 90er Jahre von einem Grundschullehrer der Stadt Aachen pädagogisch unterstützt.

### Kreis- und Stadtbildstelle werden zum Euregionalen Medienzentrum (2000–heute)
Am 1. Januar 2000 wurden die Stadt- und die Kreisbildstelle unter Beteiligung der Deutschsprachigen Gemeinschaft Belgiens offiziell zum „Euregionalen Medienzentrum Aachen“ zusammengelegt. Das Medienzentrum versorgt und berät seitdem rund 750 Bildungseinrichtungen im Einzugsgebiet mit Medien und Medientechnik und unterstützt diese zudem bei der Entwicklung von Medienkompetenz. Seit dem Schuljahr 2000/2001 arbeitet das Medienzentrum unter einem Dach mit Lehrkräften aus der Region zusammen, die von der Bezirksregierung Köln für den Bereich der schulischen Medienbildung abgeordnet wurden. Diese werden zunächst unter dem Begriff e-Teams geführt und stehen seit dem Schuljahr 2007/2008 als Medienberater des Kompetenzteams der Städteregion allen Schulen in Stadt und StädteRegion Aachen für technisch-pädagogische Qualifizierungsangebote zur Verfügung. Die staatlich-kommunale Verantwortungsgemeinschaft in Form des Medienzentrums und der Medienberater war zunächst in Räumlichkeiten am Blücherplatz 43 in Aachen untergebracht und zog im Jahr 2017 in das sanierte ehemalige Straßenbahn-Depot in die Talstraße 2 der Stadt Aachen. Parallel dazu wurde das Medienzentrum neu ausgerichtet und modernisiert. In der Folge wurden die medienpädagogischen Beratungs- und Fortbildungsangebote personell und inhaltlich gestärkt und die haptische Ausleihe sowie die Gerätereparatur eingestellt. Neben der Beratung und Fortbildung von pädagogischen Lehr- und Fachkräften begleitet das Medienzentrum auch die kommunalen Medienentwicklungsplanungen der zehn Kommunen in der Städteregion und berät im Bereich einschlägiger Förderprogramme zur Ausstattung der Bildungseinrichtungen mit Medientechnik. Für die gesamte Region entwickeln die Fachkräfte des Medienzentrums in Zusammenarbeit mit den Medienberater des Kompetenzteams der Städteregion pädagogische und technische Standards und Konzepte, um eine ganzheitliche und nachhaltige Medienausstattung in den Bildungseinrichtungen zu verankern und einen kompetenten Umgang mit ebendieser Technik und Medien im Allgemeinen zu ermöglichen.

## Dienstleistungen
Das Euregionale Medienzentrum kommt für die elf Schulträger der Städteregion Aachen der gesetzlichen Verpflichtung gemäß § 79 SchulG NRW nach und stellt den Schulen „die für einen ordnungsgemäßen Unterricht erforderlichen […] Lernmittel“ bereit und unterstützt diese bei der Beschaffung einer „am allgemeinen Stand der Technik und Informationstechnologie orientierte Sachausstattung“. Über die Aufgabe der klassischen Medienversorgung hinaus ist das Medienzentrum die zentrale Institution für Beratung und Fortbildung sowie vielfältige Mediendienstleitungen für rund 750 Bildungseinrichtungen in der Region. An der Schnittstelle zwischen Medienpädagogik und Medienausstattung fördert es Medienbildung in schulischen und außerschulischen Einrichtungen. Das Euregionale Medienzentrum ist die kommunale Institution für
- die Medienberatung, in Zusammenarbeit mit den Medienberatern der Kompetenzteams der Städteregion Aachen
- die Fort- und Weiterbildung für Lehr- und Fachkräfte in medienpädagogischen und technischen Fragen
- die Medienarbeit mit Vorschulkindern (Kita)
- die Bereitstellung von über 6500 didaktischen Medien über den Online-Mediendienst EDMOND NRW sowie von Geräten
- die medientechnische Ausstattung an Schulen im Bereich Präsentationstechnik. Die Dienstleistungen richten sich insbesondere an Schulen und Kindertageseinrichtungen. Das Medienzentrum vermittelt Medienkompetenz im Sinne des Medienkompetenzrahmens NRW (vormals Medienpass NRW) ab dem Vorschulalter. Multiplikatoren (pädagogische Lehr- und Fachkräfte) sollen im Rahmen von Beratungs- und Qualifizierungsangeboten erfahren, wie sie einen aktiven und kritischen Umgang mit Medien bei Kindern und Jugendlichen fördern können. Grundlage für die Beratungs- und Fortbildungsprozesse sind die individuellen Medienkonzepte der Bildungseinrichtungen. Das digitale Klassenzimmer des Medienzentrums – ein technisch gut ausgestatteter Vorführ- und Schulungsraum – sowie ein Media Lab ermöglichen einen Erst- und einen weiterführenden Kontakt mit einer modernen Medienausstattung für Bildungseinrichtungen.[15]

## Leitungen
- 1924–1929: Gründer und Leiter, Peter Kremer, Stadtschulrat
- 1929–1959: Arnold Herpertz, Studienrat
- 1959–1967: Josef Hugot, Stadtoberinspektor
- 1967–1983: Christoph Wolf, Stadtamtmann
- 1983–2015: Otto Trebels, Verwaltungswirt und Justizobersekretär
- ab Jan. 2016: Lara Langfort-Riepe, MA Medien- und Kommunikationswissenschaftlerin, Schwerpunkt Medien für Kinder, Medienbildung